# Ансалонга
Ансалонга (кат. Ansalonga) — деревня в Андорре, на территории общины Ордино. Расположена в северо-западной части страны, на высоте 1331 м над уровнем моря. Основной достопримечательностью деревни является церковь Сан-Микель.
Население деревни по данным на 2014 год составляет 59 человек.
Динамика численности населения:
| 2007 | 2008 | 2009 | 2010 | 2011 | 2012 | 2013 | 2014 |
| ---- | ---- | ---- | ---- | ---- | ---- | ---- | ---- |
| 44   | 42   | 38   | 40   | 52   | 55   | 55   | 59   |